# ناتاشا ليو بورديزو
ناتاشا ليو بورديزو (الصينية: 劉承羽 ؛ بينيين: ليو شنجي ؛ من مواليد 25 أغسطس 1994) ممثلة وعارضة أسترالية. قدمت لأول مرة صورتها لشخصية Snow Vase في النمر الرابض من نتفليكس، التنين الخفي: سيف القدر. قامت مؤخراً بتصوير شخصية هيلينا في «المجتمع» في نتفليكس ، وهي سلسلة جلبت لها الكثير من التقدير.

## روابط خارجية
- ناتاشا ليو بورديزو على موقع IMDb (الإنجليزية)
- ناتاشا ليو بورديزو على موقع ميتاكريتيك (الإنجليزية)
- ناتاشا ليو بورديزو على موقع روتن توميتوز (الإنجليزية)
- ناتاشا ليو بورديزو على موقع ألو سيني (الفرنسية)
- ناتاشا ليو بورديزو على موقع أول موفي (الإنجليزية)
- ناتاشا ليو بورديزو على موقع قاعدة بيانات الفيلم (الإنجليزية)
- ناتاشا ليو بورديزو على موقع كينوبويسك (الروسية)